# Edison Lobão

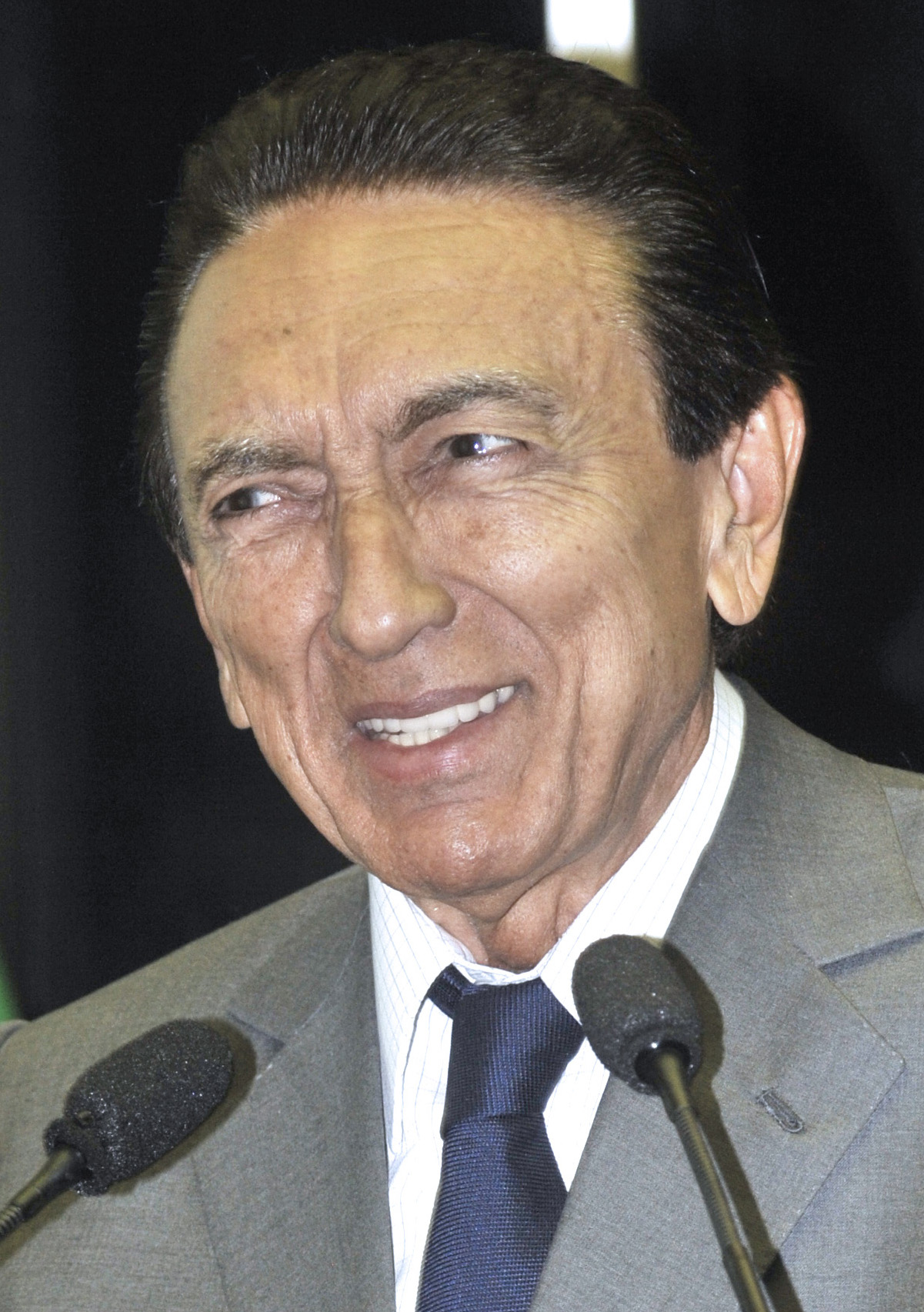
Edison Lobao no senado

Edison Lobão (Mirador, 5 de diciembre de 1936) es un periodista y político brasileño, afiliado al Movimiento Democrático Brasileño (MDB).
Fue gobernador de Maranhão, de 1991 a 1994. Fue ministro de Minas y Energía de Brasil, desde el 21 de enero de 2008 hasta el 31 de marzo de 2010, en el gobierno del presidente Luiz Inácio Lula da Silva, y durante todo el primero mandato de la presidenta Dilma Rousseff. Fue senador y presidente de la Comisión de Constitución, Justicia y Ciudadanía (CCJ) en el Senado.